# Jana Gantnerová
Jana Gantnerová (ur. 15 lipca 1989 w Kieżmarku) – słowacka narciarka alpejska, dwukrotna medalistka uniwersjady i wielokrotna medalistka mistrzostw Słowacji.

## Kariera
W październiku 2005 w Sölden zadebiutowała w zawodach Pucharu Świata. Wystąpiła wówczas w slalomie gigancie, jednak nie ukończyła pierwszego przejazdu i nie została sklasyfikowana. W zawodach tej rangi startowała również w latach 2008–2014. Najwyższe miejsce w zawodach tego cyklu wywalczyła 24 lutego 2013 w Méribel, gdzie zajęła 16. miejsce w superkombinacji. W dwóch sezonach zdobyła punkty do klasyfikacji generalnej – w sezonie 2012/2013 w jej dorobku znalazło się 15 punktów, co dało jej 99. miejsce, w następnym sezonie zdobyła jeden punkt i została sklasyfikowana na 119. miejscu.
Trzykrotnie uczestniczyła w zimowych igrzyskach olimpijskich – w 2006, 2010 i 2014 roku. Na igrzyskach w Turynie wystąpiła w czterech konkurencjach – w zjeździe była 36., w supergigancie 48., a kombinacji i slalomu giganta nie ukończyła. Podczas igrzysk w Vancouver zajęła 24. miejsce w slalomie i 35. w slalomie gigancie. Cztery lata później, igrzyskach w Soczi wzięła udział w dwóch konkurencjach olimpijskich – nie ukończyła jednak ani slalomu, ani superkombinacji.
W latach 2009–2013 trzykrotnie wzięła udział w mistrzostwach świata w narciarstwie alpejskim. W jej pierwszym starcie, w slalomie na mistrzostwach świata w Val d’Isère nie została sklasyfikowana. Dwa lata później, na MŚ w Garmisch-Partenkirchen była 26. w slalomie i 38. w slalomie gigancie. W 2013 roku na MŚ w Schladming zajęła 22. miejsce w superkombinacji i 32. miejsce w slalomie.
Trzykrotnie uczestniczyła w zimowych uniwersjadach. W 2011 roku w Erzurum zdobyła brązowy medal w slalomie kobiet, dwa lata później w Trydencie wywalczyła srebro w zjeździe, a w 2015 roku w Sierra Nevadzie jej najlepszym osiągnięciem były piąte miejsca w slalomie gigancie i superkombinacji.
W 2005 roku zdobyła srebrny medal mistrzostw Słowacji w gigancie, rok później dwa brązowe, w gigancie i supergigancie. W 2008 roku zwyciężyła w czterech konkurencjach na mistrzostwach w Jasnej. Złote medale zdobyła w slalomie, gigancie, supergigancie i superkombinacji. W 2010 roku zdobyła brąz w gigancie, a trzy lata później srebro w superkombinacji.
Jest córką alpejki i olimpijki Jany Gantnerovej-Šoltýsovej oraz alpinisty Juraja Gantnera.

## Osiągnięcia

### Igrzyska olimpijskie
| Miejsce | Dzień        | Rok  | Miejscowość | Konkurencja     | Czas biegu | Strata | Zwyciężczyni         |
| ------- | ------------ | ---- | ----------- | --------------- | ---------- | ------ | -------------------- |
| 36.     | 15 lutego    | 2006 | Turyn       | Zjazd           | 1:56,49    | +8,11  | Michaela Dorfmeister |
| DNF     | 18 lutego    | 2006 | Turyn       | Kombinacja      | 2:51,08    | -      | Janica Kostelić      |
| 48.     | 20 lutego    | 2006 | Turyn       | Supergigant     | 1:32,47    | +5,93  | Michaela Dorfmeister |
| DNF2    | 24 lutego    | 2006 | Turyn       | Gigant          | 2:09,19    | -      | Julia Mancuso        |
| 35.     | 24-25 lutego | 2010 | Vancouver   | Gigant          | 2:27,11    | +8,62  | Viktoria Rebensburg  |
| 24.     | 26 lutego    | 2010 | Vancouver   | Slalom          | 1:42,89    | +4,57  | Maria Riesch         |
| DNF2    | 10 lutego    | 2014 | Soczi       | Superkombinacja | 2:34,62    | -      | Maria Höfl-Riesch    |
| DNF2    | 21 lutego    | 2014 | Soczi       | Slalom          | 1:44,54    | -      | Mikaela Shiffrin     |

### Mistrzostwa świata
| Miejsce | Dzień     | Rok  | Miejscowość | Konkurencja     | Czas biegu | Strata | Zwyciężczyni      |
| ------- | --------- | ---- | ----------- | --------------- | ---------- | ------ | ----------------- |
| DNF1    | 14 lutego | 2009 | Val d’Isère | Slalom          | 1:51,80    | -      | Maria Riesch      |
| 38.     | 17 lutego | 2011 | Ga-Pa       | Gigant          | 2:20,54    | +8,76  | Tina Maze         |
| 26.     | 11 lutego | 2011 | Ga-Pa       | Slalom          | 1:45,79    | +6,24  | Marlies Schild    |
| 22.     | 8 lutego  | 2013 | Schladming  | Superkombinacja | 2:39,92    | +8,66  | Maria Höfl-Riesch |
| 32.     | 16 lutego | 2013 | Schladming  | Slalom          | 1:39,85    | +6,62  | Mikaela Shiffrin  |

### Mistrzostwa świata juniorów
| Miejsce | Dzień     | Rok  | Miejscowość | Konkurencja | Czas biegu | Strata | Zwyciężczyni          |
| ------- | --------- | ---- | ----------- | ----------- | ---------- | ------ | --------------------- |
| 34.     | 3 marca   | 2006 | Quebec      | Zjazd       | 1:13,51    | +3,41  | Marianne Abderhalden  |
| DNF1    | 4 marca   | 2006 | Quebec      | Slalom      | 1:37,30    | -      | Maria Pietilä-Holmner |
| DNS     | 5 marca   | 2006 | Quebec      | Supergigant | 1:10,96    | -      | Anna Fenninger        |
| 52.     | 7 marca   | 2006 | Quebec      | Gigant      | 2:22,43    | +11,88 | Tina Weirather        |
| 30.     | 8 marca   | 2007 | Altenmarkt  | Gigant      | 2:14,90    | +6,68  | Nicole Schmidhofer    |
| 10.     | 11 marca  | 2007 | Altenmarkt  | Slalom      | 1:44,23    | +1,93  | Ilka Štuhec           |
| 6.      | 28 lutego | 2008 | Formigal    | Slalom      | 1:33,85    | +2,22  | Michaela Kirchgasser  |
| 30.     | 29 lutego | 2008 | Formigal    | Gigant      | 1:42,50    | +5,25  | Anna Fenninger        |
| DSQ1    | 1 marca   | 2009 | Ga-Pa       | Slalom      | 1:42,07    | -      | Denise Feierabend     |
| DNF1    | 2 marca   | 2009 | Ga-Pa       | Gigant      | 2:45,81    | -      | Viktoria Rebensburg   |

### Puchar Świata

#### Miejsca w klasyfikacji generalnej
- sezon 2005/2006: -
- sezon 2007/2008: -
- sezon 2008/2009: -
- sezon 2009/2010: -
- sezon 2010/2011: -
- sezon 2011/2012: -
- sezon 2012/2013: 99.
- sezon 2013/2014: 114.

#### Miejsca na podium w zawodach
Gantnerová nie stawała na podium zawodów PŚ.